# Алжнєв Юрій Борисович
Юрій Борисович Алжнєв (нар. 24 серпня 1949, Кіровобад, нині — Гянджа, Азербайджан) — український композитор, заслужений діяч мистецтв України (1995), член Національної Спілки композиторів України з 1990, член Всеукраїнської музичної спілки з 1995. Лауреат муніципальної премії імені Іллі Слатіна (1997), всеукраїнської премії імені Івана Огієнка (1999), Грамота Президента України (1999), Лауреат регіонального рейтингу «Харків'янин року — 2002», Орден «За заслуги» ІІІ ступеня (2009), лауреат премії імені М. В. Лисенка (2010), Почесна відзнака Харківської обласної ради «Слобожанська слава» (2012).

## Біографічні відомості
Народився у місті Кіровобад (нині — Гянджа, Азербайджан), дитинство пройшло на Полтавщині. 1977 року закінчив народно-оркестровий відділ Харківського державного інституту культури (нині — Харківська державна академія культури); 1989 року — Харківський інститут мистецтв імені Івана Котляревського у класі композиції Володимира Золотухіна.
З 1992 по 2021 рік — музичний директор Харківського муніципального театру народної музики України «Обереги». Брав участь у II Всеукраїнському фестивалі «Золотоверхий Київ» з авторським концертом «Пробудження» (1998).
Працював художнім керівником сільського будинку культури (с. Перша-Старовірівка, 1970), концертмейстером заслуженого ансамблю танцю України «Квітка» палац культури ХЕМЗу (1974—1976) та концертмейстером Харківського державного академічного російського драматичного театру імені О. С. Пушкіна (1976—1991), від 1991 — старший викладач, від 2000 — доцент Харківського державного університету мистецтв імені Івана Котляревського.

## Твори
- Твори для симфонічного оркестру  — увертюра «Молодість Тракторобуду» (1981), поема «Пролог» (1987);
- симфонія «Чорнобильська» (ред. 2006), з неї починається ВЕЛИКА СИМФОНІЧНА КОМПОЗИЦІЯ РІДНОГО КРАЮ під загальною назвою: «ВремЕно», до якої ввійшли сім програмних симфоній: І."ЧОРНОБИЛЬСЬКА" (Симфонія-Пролог) (2006), ІІ. «ОВАСТА ПЕРВА» (Симфонія ланів) за мотивами Велесової Книги (2011), III."КУРГАЛЬ ШУ-НУН"(Симфонія священного каменя) (2012), IV. «ЗА ЧУМАЦЬКИМ ШЛЯХОМ…» (Пісенна симфонія) (2015), V. «ЕКЗАМПЕЙ XXI» (Скіфська симфонія) (2018), VI. «СЛАВЛЕНА ДАРА» (Сповідальна симфонія) (2020), VII. «БОГОЛІССЯ» (Симфонія-Епілог) (2022);
- марш для симфонічного оркестру «Тулумбас 48-16» (2006);
- вальс для симфонічного оркестру «Відлуння» (2020);
- потрійний концерт: «Неначе писанка село…» (скрипка, альт, віолончель) для скрипкових та ударних (2020);
- «Запороги» симфонічна поема (2021), для великого симфонічного оркестру, «LIBERTAS — СВОБОДА!» суголосся — кантата на поезію Г. С. Сковороди (2021) для тенора, мішаного хора, парного симфонічного оркестру;
- для естрадного орк. — «Акварелі» (1976); «Метаморфози 52-61»;
- для ударних, брас-квартету, синтезатора та фортепіано — симфонієта «Спогади Матінки-Землі» (1987);
- для інстр. та фольк.-етногр. анс. — рапсодія «Золота пектораль» (1990), для брас квартету та ударних «Старий бастіон»(1987);
- для фортепіано  — «Ескізи» (1979), «Російський триптих» (1984), «Дума» (1985);
- для труби з оркестром  — Скерцо (1977), Концерт-каприччіо (2020);
- для баяна — Концертна п'єса (1977); вальс «Рондо» (2015); для готово виборного баяна "Парафраз на тему української народної пісні «Ой джигуне, джигуне…» (2022)
- для оркестру народної музики — концертні фантазії: «Дергунець», «Українська в'язанка», «Троїста-Забрідська», «Святкова слобідська» (на укр. теми), «Пандухти» (на вірм. теми), «Дромореса» (на циганські теми), «Кубана» (на ісп.-кубинські теми), «Чабанські мелодії» (на литовські народні теми), «Чоккирліє» (на молдавські народні мелодії), «Осінній Ортачала…» (на грузинські народні мелодії), рапсодія на теми народних мелодій греків Приазов'я «Вихід із Криму», концертна увертюра «Тноїм» (на теми клезмерських, єврейських мелодій розповсюджених в Україні);
- для Національного академічного оркестру народних інструментів — «Клич Посвистача…» концерт-диптих для сопілки (2007), «Концерт-Кахтир для оркестру» в 3-х частинах (2009), «Полетів би-м на край світу…» (2019), «Орлом сизокрилим…» дивертисмент-рапсодія 5 частин (2020);
- для хору без супроводу — концерти: на канонічні тексти: «Слава Тобі, Господи!», «Співайте для Господа…»; хоровий концерт «Рідне коло» в 3-х частинах, «Ще треті півні…» (концерт-диптих) на поезію Т. Шевченка (2011). «За неї Господа моліть…» (кантата) на поезію Т.Шевченка, для солістів і чоловічого хору в супроводі симфонічного оркестру (2018), для жіночого хору: «Пробудження», «Світання Оріанти» на народні слова: «Співомовки», «Дівич-сон» в 3-х частинах, «О Лелю!», хоровий концерт «Гука душа Господаря» поезія Н. Фурса, (2020)
- пісні-суголосся: для тенора «Кобза моя», поезія П. Куліша, для баса «Над Дніпровою сагою…» поезія Т. Шевченка, для сопрано «Мати сіяла сон…» поезія Б. Олійника, для баритона «Як жити хочеться…» поезія О. Олеся;
- музика до театральних вистав.

## Основні публікації
- Деякі аспекти взаємодії в системі «музичний фольклор–композитор–виконавець» (нотатки композитора) // Проблеми взаємодії мистецтва, педагогіки та теорії і практики освіти: зб. наук. пр. К., 1999. Вип. 4;
- Традиційні музичні інструменти та сучасне оркестрове мислення (версія композитора) // Теоретичні та практичні проблеми культурології: зб. наук. праць. Запоріжжя, 1999. Вип. 2.
- До проблеми відродження традиційного народно-інструментального музикування / Ю. Б. Алжнєв // Культура України: зб. наук. пр. / М-во культури України, Харків. держ. акад. культури ; [редкол.: В. М. Шейко (відп. ред.) та ін.] ; за заг. ред. В. М. Шейка. Харків: ХДАК, 2014. Вип. 45. С. 261—267.
- Звукообраз традиційного музикування в сучасному народно-інструментальному виконавстві / Ю. Б. Алжнєв, В. М. Осадча // Культура України. Серія: Мистецтвознавство: зб. наук. пр. / М-во культури України, Харків. держ. акад. культури ; [редкол.: В. М. Шейко (відп. ред.) та ін.] ; за заг. ред. В. М. Шейка. Харків: ХДАК, 2015. Вип. 51. С. 14-24.
- Деякі особливості використання музичних обрядових архетипів в творах сучасних композиторів (на прикладі музичної сцени «Зустріч весни» для оркестру та гурту співаків театру народної музики України «Обереги» / Алжнєв Ю. Б., Осадча В. М. // World Science. 2018. № 2, vol. 5. С. 38-42.
- Мистецьке осмислення знакових образів української культури засобами музичної драматургії (на прикладі поетично-музичної сцени «Не може бути, щоб таке було» за поезією Л. Костенко, для оркестру та гурту співаків театру народної музики України "Обереги / Алжнєв Ю. Б., Осадча В. М. // International Journal of Innovative Technologies in Social Science. 2018. № 3, vol. 3. С. 41-45.
- Авторські засади музичної драматургії у творчості сучасних українських композиторів / Алжнєв Ю. // Традиції та новації у вищій архітектурно-художній освіті. Харків, 2019. Вип. 4. С. 53-58.